# Petra Merkert
Petra Merkert (...) è un'ex sciatrice tedesca paralimpica, che ha rappresentato la Germania Ovest allo sci alpino alle Paralimpiadi invernali del 1976 tenutesi a Örnsköldsvik, in Svezia, dove ha vinto tre medaglie d'oro.

## Carriera
Ha vinto medaglie d'oro nella combinata alpina IV B, nello slalom gigante IV B (con un tempo di 2:34.08) e nello slalom speciale IV B (in 2:17.33). E stata l'unica concorrente e l'unica medaglia in ciascuno di questi eventi.

## Palmarès

### Paralimpiadi
- 3 medaglie:
  - 3 ori (supercombinata IV B, slalom gigante IV B e slalom speciale IV B a Örnsköldsvik 1976)